# Peña Blanca Dos
Peña Blanca Dos är en ort i Mexiko.   Den ligger i kommunen Tierra Blanca och delstaten Guanajuato, i den centrala delen av landet, 210 km nordväst om huvudstaden Mexico City. Peña Blanca Dos ligger 1 757 meter över havet och antalet invånare är 365.
Terrängen runt Peña Blanca Dos är huvudsakligen kuperad. Peña Blanca Dos ligger nere i en dal. Runt Peña Blanca Dos är det ganska glesbefolkat, med 34 invånare per kvadratkilometer. Närmaste större samhälle är Victoria, 14,3 km norr om Peña Blanca Dos. Trakten runt Peña Blanca Dos består i huvudsak av gräsmarker.